# Victoria Zdrok
Victoria Nika Zdrok (in ucraino Вікторія Здрок?; Kiev, 3 marzo 1973) è un'attrice pornografica e modella ucraina, eletta Pet of the Month nel 2002 e Pet of the Year 2004 dalla rivista Pethouse.

## Biografia
Victoria Zdrok è nata il 3 marzo 1973 a Kiev ed a 16 anni a seguito di un programma studentesco si è trasferita negli Stati Uniti dove ha studiato presso la West Chester University. Ha conseguito la laurea in giurisprudenza presso la Villanova University School e il dottorato di ricerca in psicologia presso la Drexel University. Suc

## Carriera
Zdrok è stata nominata "Best Beauty" di Filadelfia nell'agosto 1994. Nell'ottobre dello stesso anno è apparsa sulla copertina di Playboy. Inoltre, è apparsa su Penthouse come "Peth of Month" di giugno 2002 mentre nel 2004 è stata nominata "Pet of the Year". Nel mese di maggio 2023 esce un suo nuovo video sulla piattaforma naughtyamerica.com dal titolo SEXY BLONDE MILF VICTORIA ZDROK GETS NAILED BY HER SON'S FRIEND.